# آملیا (فیلم ۱۹۱۴)
آملیا (اسپانیایی: Amalia‎) یک فیلم صامت آرژانتینی به کارگردانی انریکه گارسیا ویوسو و نویسندگی اوژن پی است که سال ۱۹۱۴ منتشر شد. این فیلم نخستین فیلم بلند تاریخ سینمای آرژانتین به‌شمار می‌رود.